# 한우 (조선)
한우(寒雨, ? ~ ?)는 조선 중기의 시인이다. 
선조 때의 기생으로 임제가 부른 노래에 답한 것이라는 시조 1수가 《청구영언》에 전하고 있다.